# Mokolo (Mbang)
Pour les articles homonymes, voir Mokolo (homonymie).
Mokolo est un village situé dans la région de l'Est du Cameroun à proximité de la frontière de la République centrafricaine. Il dépend du département de la Kadey et de la commune de Mbang (le village est à 79 km du centre-ville de Mbang).

## Population
Lors du recensement de 2005, on y dénombrait 693 personnes.
En septembre 2019, Mokolo comptait 210 habitants.

## Personnalités liées à Mokolo
- Gabriel Dodo Ndoke (1971-2023), haut-fonctionnaire.